# Something Human
"Something Human" é um single da banda de rock alternativo Muse, distribuído incoativamente em mídias digitais, em 19 de julho de 2018. Integra o álbum Simulation Theory.

## Idealização
Matthew Bellamy, vocalista e compositor da banda britânica, anuiu que a canção, bem como o álbum concernente a si: "eu acho que são coisas que vão de volta para músicas como "Invincible" e "Butterflies and Hurricanes", do terceiro álbum [Absolution], e talvez para "Uprising". Em algumas dessas músicas, sempre tem havido uma mensagem de força individual, e sua habilidade como uma pessoa capaz de superar qualquer coisa."

## Gravação
Something Human corresponde a primeira faixa escrita por Matthew após finalizar a The Drones Tour. Juntamente a "Blockades", atina a uma canção que ascendeu 'esporadicamente', com uma divulgação inceptiva efetuada através de uma versão acústica, a qual foi disponibilizada em julho de 2018. Encontrava-se, inicialmente, apenas na conta de Instagram de Bellamy, numa amostra de quase dois minutos.
Chris Wolstenholme afirmou, em uma entrevista, que a gravação de "Something Human" teria acontecido ainda em 2016, em novembro.

## Tabelas musicais
| Paradas (2018)                                          | Melhor posição |
| ------------------------------------------------------- | -------------- |
| Bélgica (Ultratip Bubbling Under de Flandres)           | 4              |
| Bélgica (Ultratop 50 da Valônia)                        | 48             |
| França (SNEP)                                           | 17             |
| Holanda (MegaCharts)                                    | 26             |
| Suíça (Schweizer Hitparade)                             | 77             |
| Estados Unidos (Billboard Hot Rock & Alternative Songs) | 19             |
| Estados Unidos (Billboard Adult Alternative Songs)      | 9              |
| Estados Unidos (Billboard Alternative Airplay)          | 10             |